# Бібліотека пригод і наукової фантастики
«Бібліотека пригод і наукової фантастики» (рос. Библиотека приключений и научной фантастики; виходила також під іншими схожими назвами, повсякденна назва «рамка») — книжкова серія радянського видавництва «Дитяча література» (спочатку «Детгиз»), заснована 1936 року. Одна з небагатьох серій, у яких за радянських часів видавалася фантастична та пригодницька література.
Саме в цій серії було опубліковано (1959 року) перший великий твір братів Стругацьких «Країна багряних хмар».

## Історія
Заснована 1936 року. Першим редактором серії був О. М. Тихонов.
Спочатку серія мала назву «Бібліотека романів та повістей» (рос. Библиотека романов и повестей), але вже від 1937 року назву змінили на «Бібліотека пригод» (рос. Библиотека приключений). Наприкінці 1940-х — на початку 1950-х назва неодноразово змінювалася («Бібліотека наукової фантастики», «Бібліотека наукової фантастики та пригод»), а від 1953 року встановилася назва «Бібліотека пригод і наукової фантастики», яка проіснувала до 1993 року, коли випало слово «наукової».
Зазвичай частиною «рамки» вважають також невелику серію книг, яку Детгиз випускало в 1943—1948 роках під грифом «Бібліотека наукової фантастики та пригод» (рос. Библиотека научной фантастики и приключений). Книги виходили в м'якій обкладинці, без серійного оформлення, обсягом від 20 до 80 сторінок. Усього вийшло 16 таких книг.
У другій половині 1990-х книжки серії виходили лише в сибірському відділенні «Дитячої літератури». 2004 року московська «Дитяча література» випустила в серії кілька книг, але продовження не було.
У пострадянський час, у період масової появи приватних видавництв, «Дитяча література» не оформила за собою право на видання серії «Бібліотека пригод і наукової фантастики» (товарний знак, назва серії, серійне оформлення), внаслідок чого у 1990—2000 роках. з'явилося багато стилізованих під «рамку» видань та серій: «Велика бібліотека пригод і наукової фантастики» (рос. Большая библиотека приключений и научной фантастики; в-во Терра), «Класична бібліотека пригод і наукової фантастики» (рос. Классическая библиотека приключений и научной фантастики; в-во Центрполіграф), «Ретро бібліотека пригод і наукової фантастики» (рос. Ретро библиотека приключений и научной фантастики; в-во Престиж Бук), «Мала бібліотека пригод» (рос. Малая библиотека приключений; в-во Терра-Книжный клуб Книговек) та інших. Подібні серії виходили у видавництвах Текст, Вагриус та інших.

## Список усіх книг серії
| №   | Автор                                 | Назва | Рік видання                                                      |
| --- | ------------------------------------- | --- | ---------------------------------------------------------------- |
| 1   | Жуль Верн                             | З гармати на Місяць (рос. Из пушки на Луну)                                                                                        | 1936, 1937                                                       |
| 2   | Жуль Верн                             | Таємничий острів (рос. Таинственный остров)                                                                                        | 1936, 1937, 1949, 1951, 1980, 1981, 1983, 1984, 1985, 1986, 1994 |
| 3   | Жуль Верн                             | 80 000 км під водою (рос. 80 000 км под водой)                                                                                     | 1936, 1937, 1949, 1950, 1952, 1975                               |
| 4   | Жуль Верн                             | Діти капітана Гранта (рос. Дети капитана Гранта)                                                                                   | 1936, 1937, 1949, 1950, 1951, 1955                               |
| 5   | Александр Дюма                        | Три мушкетери (рос. Три мушкетера)                                                                                                 | 1936, 1941, 1954, 1955, 1967, 1970, 1974, 1977                   |
| 6   | Джеймс Фенімор Купер                  | Останній з могікан (рос. Последний из могикан)                                                                                     | 1936, 1954, 1976                                                 |
| 7   | Джек Лондон                           | Біле Ікло (рос. Белый клык) | 1936, 1937                                                       |
| 8   | Вальтер Скотт                         | Квентін Дорвард (рос. Квентин Дорвард)                                                                                             | 1936, 1973, 1979, 1980, 1981, 1982, 1983                         |
| 9   | Роберт Луїс Стівенсон                 | Острів скарбів (рос. Остров сокровищ)                                                                                              | 1936, 1937, 1960, 1974, 1988, 1989, 1991, 1992                   |
| 10  | Олексій Толстой                       | Гиперболоїд інженера Гаріна (рос. Гиперболоид инженера Гарина)                                                                     | 1936, 1976                                                       |
| 11  | Жуль Верн                             | П'ятнадцятирічний капітан (рос. Пятнадцатилетний капитан)                                                                          | 1937, 1950                                                       |
| 12  | Жуль Верн                             | П'ять тижнів на повітряній кулі (рос. Пять недель на воздушном шаре)                                                               | 1937, 1938, 1939                                                 |
| 13  | Михайло Розенфельд                    | Морська таємниця (рос. Морская тайна)                                                                                              | 1937, 1946                                                       |
| 14  | Олексій Толстой                       | Аеліта (рос. Аэлита) | 1937, 1982                                                       |
| 15  | Джеймс Фенімор Купер                  | Слідопит (рос. Следопыт) | 1938, 1952, 1978                                                 |
| 16  | Григорій Адамов                       | Таємниця двох океанів (рос. Тайна двух океанов)                                                                                    | 1939, 1941, 1954, 1955, 1960                                     |
| 17  | Жуль Верн                             | Навколо світу за 80 днів (рос. Вокруг света в 80 дней)                                                                             | 1939                                                             |
| 18  | Олександр Бєляєв                      | Зірка КЕЦ (рос. Звезда КЭЦ) | 1940                                                             |
| 19  | Джеймс Фенімор Купер                  | Звіробій (рос. Зверобой) | 1940, 1948, 1949, 1970, 1974, 1975                               |
| 20  | Август Німан                          | Пітер Маріц (рос. Питер Мариц) | 1940                                                             |
| 21  | Майн Рід                              | Вершник без голови (рос. Всадник без головы)                                                                                       | 1940, 1948, 1954, 1955                                           |
| 22  | Георгій Тушкан                        | Джура | 1940, 1953, 1958, 1986, 1987                                     |
| 23  | Джеймс Віллард Шульц                  | Серед Скелястих гір (рос. В Скалистых горах)                                                                                       | 1940                                                             |
| 24  | Жуль Верн                             | Заповіт дивака (рос. Завещание чудака)                                                                                             | 1941                                                             |
| 25  | Олександр Казанцев                    | Палаючий острів (рос. Пылающий остров)                                                                                             | 1941, 1957, 1978                                                 |
| 26  | Володимир Обручев                     | Плутонія (рос. Плутония) | 1941, 1981                                                       |
| 27  | І. Нечаєв                             | Білий карлик (рос. Белый карлик)                                                                                                   | 1943                                                             |
| 28  | Ренар М.                              | Печера чудовиськ (рос. Пещера чудовищ)                                                                                             | 1943                                                             |
| 29  | Жуль Верн                             | Доктор Окс | 1944                                                             |
| 30  | Артур Конан Дойл                      | Безодня Маракота (рос. Маракотова бездна)                                                                                          | 1944, 1993                                                       |
| 31  | Герберт Веллс                         | Новітній прискорювач (рос. Новейший ускоритель)                                                                                    | 1944                                                             |
| 32  | Валерій Язвицький                     | Апарат Джона Інгліса (рос. Аппарат Джона Инглиса)                                                                                  | 1944                                                             |
| 33  | Сергій Беляєв                         | Десята планета (рос. Десятая планета)                                                                                              | 1945                                                             |
| 34  | Жуль Верн                             | Чорна Індія (рос. Чёрная Индия) | 1945                                                             |
| 35  | Іван Єфремов                          | Тінь минулого (рос. Тень прошлого)                                                                                                 | 1945                                                             |
| 36  | Джек Лондон                           | Смок Белью | 1945                                                             |
| 37  | Микола Плавильщиков                   | Недостатня ланка (рос. Недостающее звено)                                                                                          | 1945                                                             |
| 38  | Григорій Адамов                       | Вигнання владики (рос. Изгнание владыки)                                                                                           | 1946                                                             |
| 39  | Володимир Нємцов                      | Шосте почуття (рос. Шестое чувство)                                                                                                | 1946                                                             |
| 40  | Едгар По                              | Золотий жук (рос. Золотой жук) | 1946, 2004                                                       |
| 41  | Роберт Луїс Стівенсон                 | Будинок на дюнах (рос. Павильон на дюнах)                                                                                          | 1946                                                             |
| 42  | Георгій Гуревич, Георгій Ясний        | Людина-ракета (рос. Человек-ракета)                                                                                                | 1947                                                             |
| 43  | Артур Конан Дойл                      | Загублений світ (рос. Затерянный мир)                                                                                              | 1947                                                             |
| 44  | Володимир Брагін                      | У країні дрімучих трав (рос. В стране дремучих трав)                                                                               | 1948, 1959, 1962, 2004                                           |
| 45  | Іван Єфремов                          | Зоряні кораблі (рос. Звёздные корабли)                                                                                             | 1948, 1953                                                       |
| 46  | Абрам Палей                           | Острів Таусена (рос. Остров Таусена)                                                                                               | 1948                                                             |
| 47  | Йосиф Лікстанов                       | Зелен-камінь (рос. Зелен-камень)                                                                                                   | 1949                                                             |
| 48  | Володимир Нємцов                      | Золоте дно (рос. Золотое дно) | 1949, 1952                                                       |
| 49  | Вадим Охотников                       | У світі шукань (рос. В мире исканий)                                                                                               | 1949, 1952                                                       |
| 50  | Олег Коряков                          | Стежкою сміливих (рос. Тропой смелых)                                                                                              | 1950                                                             |
| 51  | Олексій Мусатов, Марко Чачко          | Вогнища на сопках (рос. Костры на сопках)                                                                                          | 1950                                                             |
| 52  | Микола Томан                          | По світлому сліду (рос. По светлому следу)                                                                                         | 1950                                                             |
| 53  | Георгій Тушкан                        | Розвідники зеленої країни (рос. Разведчики зеленой страны)                                                                         | 1950                                                             |
| 54  | Вахтанг Ананян                        | На березі Севана (рос. На берегу Севана)                                                                                           | 1951, 1959                                                       |
| 55  | Микола Лукін                          | Доля відкриття (рос. Судьба открытия)                                                                                              | 1951, 1958, 1968                                                 |
| 56  | Анатолій Рибаков                      | Кортик | 1951                                                             |
| 57  | Микола Трублаїні                      | Шхуна «Колумб» | 1951                                                             |
| 58  | Георгій Брянцев                       | Кінець «Осиного кубла» (рос. Конец «Осиного гнезда»)                                                                               | 1952, 196[коли?]                                                 |
| 59  | Жуль Верн                             | Догори дном (рос. Вверх дном) | 1952                                                             |
| 60  | Микола Глєбов                         | Карабарчик | 1952                                                             |
| 61  | Леонід Платов                         | Архіпелаг зникомих островів (рос. Архипелаг исчезающих островов)                                                                   | 1952                                                             |
| 62  | Микола Томан                          | Розвідники (рос. Разведчики) | 1952                                                             |
| 63  | Георгій Брянцев                       | Таємні стежки (рос. Тайные тропы)                                                                                                  | 1953                                                             |
| 64  | Георгій Брянцев                       | Сліди на снігу (рос. Следы на снегу)                                                                                               | 1954                                                             |
| 65  | Жуль Верн                             | Подорожі і пригоди капітана Геттераса (рос. Путешествия и приключения капитана Гаттераса)                                          | 1954, 1955                                                       |
| 66  | Іван Єфремов                          | Алмазна труба (рос. Алмазная труба)                                                                                                | 1954, 1985                                                       |
| 67  | Володимир Нємцов                      | Тінь під землею (рос. Тень под землей)                                                                                             | 1954                                                             |
| 68  | Борис Полевой                         | Золото | 1954, 1968                                                       |
| 69  | Георгій Тушкан                        | Чорний смерч (рос. Черный смерч)                                                                                                   | 1954                                                             |
| 70  | Ілля Бражнін                          | Країна бажана (рос. Страна желанная)                                                                                               | 1955                                                             |
| 71  | Луї Буссенар                          | Капітан Зірвиголова (рос. Капитан Сорви-голова)                                                                                    | 1955, 1956                                                       |
| 72  | Александр Дюма                        | Чорний тюльпан (рос. Черный тюльпан)                                                                                               | 1955                                                             |
| 73  | Георгій Караєв, Лев Успенський        | 60-та паралель (рос. 60-я параллель)                                                                                               | 1955, 1964                                                       |
| 74  | Георгій Мартинов                      | 220 днів на зорельоті (рос. 220 дней на звездолете)                                                                                | 1955                                                             |
| 75  | Віктор Аланов                         | Петька Дьоров (рос. Петька Дёров)                                                                                                  | 1956                                                             |
| 76  | Вахтанг Ананян                        | Бранці Барсової ущелини (рос. Пленники Барсова ущелья)                                                                             | 1956                                                             |
| 77  | Емма Вигодська                        | Небезпечний втікач. Полум'я гніву (рос. Опасный беглец. Пламя гнева)                                                               | 1956                                                             |
| 78  | Георгій Гуревич                       | Підземна негода (рос. Подземная непогода)                                                                                          | 1956                                                             |
| 79  | Петро Капиця                          | У відкритому морі (рос. В открытом море)                                                                                           | 1956, 1965                                                       |
| 80  | Джек Ліндсі                           | Втікачі. Повстання на золотих копальнях (рос. Беглецы. Восстание на золотых приисках)                                              | 1956                                                             |
| 81  | Марієтта Шагінян                      | Месс-Менд | 1956, 1957, 1960                                                 |
| 82  | Олександр Грін                        | Золотий ланцюг. Дорога нікуди (рос. Золотая цепь. Дорога никуда)                                                                   | 1957, 196[коли?]                                                 |
| 83  | Георгій Мартинов                      | Каллісто (рос. Каллисто) | 1957, 1962                                                       |
| 84  | Герман Матвєєв                        | Тарантул | 1957                                                             |
| 85  | Роджер Пілкінгтон                     | Скарби старого Яна (рос. Сокровища старого Яна)                                                                                    | 1957                                                             |
| 86  | Рафаель Сабатіні                      | Одіссея капітана Блада (рос. Одиссея капитана Блада)                                                                               | 1957, 1960, 1980                                                 |
| 87  | Олександр Бєляєв                      | Острів загиблих кораблів (рос. Остров погибших кораблей)                                                                           | 1958, 1960                                                       |
| 88  | Олександр Грін                        | Блискучий світ. Стрімкіша за хвилі (рос. Блистающий мир. Бегущая по волнам)                                                        | 1958                                                             |
| 89  | Пальман В.                            | Кратер Ершота (рос. Кратер Эршота)                                                                                                 | 1958                                                             |
| 90  | Томан М.                              | Що відбувається в тиші? (рос. Что происходит в тишине?)                                                                            | 1958                                                             |
| 91  | Роберт Штільмарк, Василевський В.     | Спадкоємець із Калькутти (рос. Наследник из Калькутты)                                                                             | 1958                                                             |
| 92  | Жуль Верн                             | Дивовижні пригоди дядечка Антифера (рос. Удивительные приключения дядюшки Антифера)                                                | 1959, 1960, 1965, 1966                                           |
| 93  | Жуль Верн, Андре Лорі                 | Знайда з загиблої «Цинтії» (рос. Найденыш с погибшей «Цинтии»)                                                                     | 1959                                                             |
| 94  | Георгій Гуревич, Петро Оффман         | Купол на Кельмі (рос. Купол на Кельме)                                                                                             | 1959                                                             |
| 95  | Іван Єфремов                          | На краю Ойкумени. Зоряні кораблі (рос. На краю Ойкумены. Звездные корабли)                                                         | 1959                                                             |
| 96  | Олександр Казанцев                    | Арктичний міст (рос. Арктический мост)                                                                                             | 1959                                                             |
| 97  | Джеймс Фенімор Купер                  | Лоцман | 1959                                                             |
| 98  | Лавринайтіс В. Б.                     | Падь золота (рос. Падь золотая) | 1959                                                             |
| 99  | Леонід Соболєв                        | Зелений промінь (рос. Зеленый луч)                                                                                                 | 1959                                                             |
| 100 | Брати Стругацькі                      | Країна багряних хмар (рос. Страна Багровых туч)                                                                                    | 1959, 1960                                                       |
| 101 | Олексій Толстой                       | Гіперболоїд інженера Гаріна. Аеліта (рос. Гиперболоид инженера Гарина. Аэлита)                                                     | 1959, 1963, 2004                                                 |
| 102 | Генрі Гаґґард                         | Господиня Блосголму (рос. Хозяйка Блосхолма)                                                                                       | 1959                                                             |
| 103 | Станіслав Лем                         | Магелланова хмара (рос. Магелланово облако)                                                                                        | 1960, 1963                                                       |
| 104 | Георгій Мартинов                      | Каллістяни (рос. Каллистяне) | 1960                                                             |
| 105 | Майн Рід                              | Відважна мисливиця (рос. Отважная охотница)                                                                                        | 1960                                                             |
| 106 | Микола Трублаїні                      | «Лахтак». Глибинний шлях (рос. «Лахтак». Глубинный путь)                                                                           | 1960                                                             |
| 107 | Гунар Цируліс, Анатол Імерманіс       | Товариш Маузер (рос. Товарищ Маузер)                                                                                               | 1960                                                             |
| 108 | Василь Ардаматський                   | Він зробив усе, що міг. Я 11-17. Операція у відповідь (рос. Он сделал все, что мог. Я 11-17. Ответная операция)                    | 1961, 1962                                                       |
| 109 | Олександр Воїнов                      | Відважні (рос. Отважные) | 1961, 1962, 1965, 1970                                           |
| 110 | Гребнєв Г.                            | Зниклий скарб. Інший світ (рос. Пропавшее сокровище. Мир иной)                                                                     | 1961                                                             |
| 111 | Михайло Ляшенко                       | Людина-промінь (рос. Человек-луч)                                                                                                  | 1961, 1962                                                       |
| 112 | Іван Майський                         | Близько-далеко (рос. Близко-далеко)                                                                                                | 1961                                                             |
| 113 | Сергій Писарєв                        | Пригоди Семена Поташова (рос. Приключения Семена Поташова)                                                                         | 1961                                                             |
| 114 | Віктор Болдирєв                       | Загибель Синього орла (рос. Гибель Синего орла)                                                                                    | 1962, 1963                                                       |
| 115 | Євгеній Войскунський, Ісай Лукодьянов | Екіпаж «Меконга» (рос. Экипаж «Меконга»)                                                                                           | 1962, 1967                                                       |
| 116 | Александр Дюма                        | Шевальє д'Арманталь (рос. Шевалье д’Арманталь)                                                                                     | 1962                                                             |
| 117 | Александр Дюма                        | Асканіо (рос. Асканио) | 1962, 1979                                                       |
| 118 | Анатолій Рибаков                      | Кортик. Бронзовий птах (рос. Кортик. Бронзовая птица)                                                                              | 1962                                                             |
| 119 | Стругацькі А. і Б.                    | Повернення (рос. Возвращение) | 1962, 1963                                                       |
| 120 | Олександр Шалімов                     | Таємниця гримливої ущелини (рос. Тайна Гремящей расщелины)                                                                         | 1962                                                             |
| 121 | Яків Вовчок                           | Карай. Син Карая (рос. Карай. Сын Карая)                                                                                           | 1963                                                             |
| 122 | Аріадна Громова                       | Поєдинок із собою (рос. Поединок с собой)                                                                                          | 1963                                                             |
| 123 | Володимир Дружинін                    | Стежка Селім-хана (рос. Тропа Селим-хана)                                                                                          | 1963                                                             |
| 124 | Лев Кассіль                           | Чаша гладіатора (рос. Чаша гладиатора)                                                                                             | 1963                                                             |
| 125 | Микола Кисельов                       | Нічний візит (рос. Ночной визит)                                                                                                   | 1963                                                             |
| 126 | Анатолій Клещенко                     | Без пострілу (рос. Без выстрела)                                                                                                   | 1963                                                             |
| 127 | Пальман В.                            | Червоне та зелене (рос. Красное и зеленое)                                                                                         | 1963                                                             |
| 128 | Леонід Платов                         | Секретний фарватер (рос. Секретный фарватер)                                                                                       | 1963, 1965, 1988                                                 |
| 129 | Олександр Поліщук                     | Зоряна людина (рос. Звездный человек)                                                                                              | 1963, 2004                                                       |
| 130 | Іван Єфремов                          | Серце змії (рос. Сердце Змеи) | 1964                                                             |
| 131 | Марко Казанін                         | Рубін еміра Бухарського (рос. Рубин эмира Бухарского)                                                                              | 1964                                                             |
| 132 | Олександр Насібов                     | Безумці (рос. Безумцы) | 1964, 1986                                                       |
| 133 | Євген Рисс                            | Шестеро вирушили в дорогу (рос. Шестеро вышли в путь)                                                                              | 1964                                                             |
| 134 | Анатолій Дніпров                      | Пурпурова мумія (рос. Пурпурная мумия)                                                                                             | 1965                                                             |
| 135 | Александр Дюма                        | Сорок п'ять (рос. Сорок пять) | 1965, 1979, 1980, 1982, 1983, 1984, 1986                         |
| 136 | Н. Кальма                             | Книжкова крамниця біля площі Етуаль (рос. Книжная лавка близ площади Этуаль)                                                       | 1965, 1971, 1979                                                 |
| 137 | Олексій Коробіцин                     | Таємниця музею воскових фігур (рос. Тайна музея восковых фигур)                                                                    | 1965                                                             |
| 138 | Георгій Мартинов                      | Гіанея (рос. Гианэя) | 1965, 1971, 1989, 2004                                           |
| 139 | Валентина Мухіна-Петринська           | Ті, що дивляться вперед. Обсерваторія на дюнах (рос. Смотрящие вперед. Обсерватория на дюнах)                                      | 1965                                                             |
| 140 | Яків Наумов, Андрій Яковлєв           | Тонка нитка (рос. Тонкая нить) | 1965, 1968                                                       |
| 141 | Георгій Тушкан                        | Друзі та вороги Анатолія Русакова (рос. Друзья и враги Анатолия Русакова)                                                          | 1965, 1973                                                       |
| 142 | Олександр Шалімов                     | Коли мовчать екрани (рос. Когда молчат экраны)                                                                                     | 1965                                                             |
| 143 | Іван Бодунов, Євген Рисс              | Записки слідчого (рос. Когда молчат экраны)                                                                                        | 1966                                                             |
| 144 | Олександр Абрамов, Сергій Абрамов     | Тінь імператора (рос. Тень императора)                                                                                             | 1967                                                             |
| 145 | Долгушин Ю.                           | Генератор чудес | 1967                                                             |
| 146 | Наумов Я., Яковлєв А.                 | Дволикий Янус (рос. Двуликий Янус)                                                                                                 | 1967, 1968                                                       |
| 147 | Пальман В.                            | За лінією Габерландта (рос. За линией Габерландта)                                                                                 | 1967                                                             |
| 148 | Стругацькі А. і Б.                    | Полудень XXII сторіччя (Повернення) (рос. Полдень XXII век (Возвращение))                                                          | 1967                                                             |
| 149 | Георгій Тушкан                        | Перший постріл (рос. Первый выстрел)                                                                                               | 1967                                                             |
| 150 | Гунар Цируліс, Анатол Імерманіс       | Квартира без номера | 1967                                                             |
| 151 | Олександр Абрамов, Сергій Абрамов     | Вершники нізвідки (рос. Всадники ниоткуда)                                                                                         | 1968                                                             |
| 152 | Михайло Ємцев, Єремій Парнов          | Ярмарок тіней (рос. Ярмарка теней)                                                                                                 | 1968                                                             |
| 153 | Матвій Ройзман                        | Справа № 306 (рос. Дело № 306) | 1968                                                             |
| 154 | Олександр Абрамов А., Сергій Абрамов  | Рай без пам'яті (рос. Рай без памяти)                                                                                              | 1969                                                             |
| 155 | Багряк П.                             | П'ять президентів (рос. Пять президентов)                                                                                          | 1969                                                             |
| 156 | Всеволод Воєводін, Євген Рисс         | Сліпий гість (рос. Слепой гость)                                                                                                   | 1969                                                             |
| 157 | Гансовський С.                        | Три кроки до небезпеки (рос. Три шага к опасности)                                                                                 | 1969                                                             |
| 158 | Коряков                               | Дивний генерал (рос. Странный генерал)                                                                                             | 1969                                                             |
| 159 | Валентина Мухіна-Петринська           | Зустріч з невідомим (рос. Встреча с неведомым)                                                                                     | 1969                                                             |
| 160 | Леонід Платов                         | Повісті про Ветлугіна (рос. Повести о Ветлугине)                                                                                   | 1969                                                             |
| 161 | Дмитро Чевичелов                      | Острів на мапі не позначено (рос. Остров на карте не обозначен)                                                                    | 1969, 1972                                                       |
| 162 | Генріх Альтов                         | Створений для бурі (рос. Создан для бури)                                                                                          | 1970                                                             |
| 163 | Георгій Брянцев, Медведєв Д.          | Кінець «Осиного гнізда». Це було під Рівне (рос. Конец «Осиного гнезда». Это было под Ровно)                                       | 1970                                                             |
| 164 | Кир Буличов                           | Остання війна (рос. Последняя война)                                                                                               | 1970                                                             |
| 165 | Лізелотта Вельскопф-Генріх            | Харка — син вождя (рос. Харка — сын вождя)                                                                                         | 1970, 1992                                                       |
| 166 | Євгеній Войскунський, Ісай Лукодьянов | Плеск зоряних морів (рос. Плеск звездных морей)                                                                                    | 1970                                                             |
| 167 | Сергій Давидов                        | Плутаний слід (рос. Путаный след)                                                                                                  | 1970                                                             |
| 168 | Сергій Жемайтіс                       | Вічний вітер (рос. Вечный ветер)                                                                                                   | 1970                                                             |
| 169 | Зуєв-Ординець Михаїл                  | Сказання про міст Ново-Китеж (рос. Сказание о граде Ново-Китеже)                                                                   | 1970                                                             |
| 170 | Олександр Шалімов                     | Ціна безсмертя (рос. Цена бессмертия)                                                                                              | 1970                                                             |
| 171 | Аскольд Шейкін                        | Резидент | 1970                                                             |
| 172 | Зиновій Юр'єв                         | Рука Кассандри (рос. Рука Кассандры)                                                                                               | 1970                                                             |
| 173 | Олександр Абрамов А., Сергій Абрамов  | Селеста — 7000 | 1971                                                             |
| 174 | Василь Ардаматський                   | Безумство хоробрих. Бог, містер Глен та Юрій Коробцов (рос. Безумство храбрых. Бог, мистер Глен и Юрий Коробцов)                   | 1971                                                             |
| 175 | Олександр Власов, Аркадій Млодик      | Про сміливих і відважних (рос. О смелых и отважных)                                                                                | 1971                                                             |
| 176 | Віктор Кернбах                        | Човен над Атлантидою (рос. Лодка над Атлантидой)                                                                                   | 1971                                                             |
| 177 | Олександр Мірер                       | Дім блукачів (рос. Дом Скитальцев)                                                                                                 | 1971                                                             |
| 178 | Стругацькі А. і Б.                    | Населений острів (рос. Обитаемый остров)                                                                                           | 1971                                                             |
| 179 | Юлій Анненков                         | Штурманок прокладає курс (рос. Штурманок прокладывает курс)                                                                        | 1972                                                             |
| 180 | Олександр Насібов                     | Відплата (рос. Возмездие) | 1972                                                             |
| 181 | Єремій Парнов                         | Скринька Марії Медічі (рос. Ларец Марии Медичи)                                                                                    | 1972                                                             |
| 182 | Леонід Платов                         | Пазурі тигра (рос. Когти тигра) | 1972                                                             |
| 183 | Олександр Абрамов А., Сергій Абрамов  | Все дозволено | 1973                                                             |
| 184 | Жуль Верн, Андре Лорі                 | П'ятсот мільйонів Бегуми. Знайда з загиблої «Цинтії» (рос. Пятьсот миллионов бегумы. Найденыш с погибшей «Цинтии»)                 | 1973, 1975                                                       |
| 185 | Олександр Воїнов                      | Пастка (рос. Западня) | 1973                                                             |
| 186 | Аріадна Громова, Рафаїл Нудельман     | В інституті часу триває розслідування (рос. В институте времени идет расследование)                                                | 1973                                                             |
| 187 | Анатол Імерманіс, Гунар Цируліс       | Тобаго змінює курс. Три дні в Кріспорті (рос. Тобаго меняет курс. Три дня в Криспорте)                                             | 1973                                                             |
| 188 | Володимир Малик                       | Посол Урус-Шайтана | 1973                                                             |
| 189 | Микола Москвін                        | Слід людини (рос. След человека)                                                                                                   | 1973                                                             |
| 190 | збірка                                | Талісман (рос. Талисман) | 1973                                                             |
| 191 | Володимир Брагін                      | Шукач втраченого тисячоліття (рос. Искатель утраченного тысячелетия)                                                               | 1974                                                             |
| 192 | Олександр Грін                        | Пурпурові вітрила (рос. Алые паруса)                                                                                               | 1974, 1976, 1991                                                 |
| 193 | Олександр Казанцев                    | Фаети (рос. Фаэты) | 1974                                                             |
| 194 | Н. Кальма                             | Сироти кварталу Бельвілль (рос. Сироты квартала Бельвилль)                                                                         | 1974                                                             |
| 195 | Микола Томан                          | Воскресіння з мертвих (рос. Воскрешение из мертвых)                                                                                | 1974, 198[коли?]                                                 |
| 196 | Зиновій Юр'єв                         | Біле зілля (рос. Белое снадобье)                                                                                                   | 1974                                                             |
| 197 | Анатолій Безуглов                     | Інспектор міліції (рос. Инспектор милиции)                                                                                         | 1975                                                             |
| 198 | Бредель В.                            | Брати Вітальєри (рос. Братья Витальеры)                                                                                            | 1975                                                             |
| 199 | Жуль Верн                             | Двадцять тисяч льє під водою (рос. Двадцать тысяч лье под водой)                                                                   | 1975                                                             |
| 200 | Євгеній Войскунський, Ісай Лукодьянов | Ур, син Шама (рос. Ур, сын Шама)                                                                                                   | 1975                                                             |
| 201 | Єремій Парнов                         | Третє око Шиви (рос. Третий глаз Шивы)                                                                                             | 1975, 1984, 1985                                                 |
| 202 | Сергій Абрамов                        | Впізнай живого (рос. Опознай живого)                                                                                               | 1976                                                             |
| 203 | Василь Ардаматський                   | Я 11-17. Операція у відповідь (рос. Я 11-17. Ответная операция)                                                                    | 1976                                                             |
| 204 | Михайло Ємцев                         | Бог після шести (рос. Бог после шести)                                                                                             | 1976                                                             |
| 205 | Леонід Платов                         | Країна семи трав (рос. Страна семи трав)                                                                                           | 1976                                                             |
| 206 | Еміліо Сальгарі                       | Чорний корсар (рос. Черный корсар)                                                                                                 | 1976                                                             |
| 207 | Віталій Чернов                        | Син рожевої ведмедиці (рос. Сын розовой медведицы)                                                                                 | 1976, 1988                                                       |
| 208 | Олександр Бєляєв                      | Людина-амфібія (рос. Человек-амфибия)                                                                                              | 1977                                                             |
| 209 | Сергій Жемайтіс                       | Велика лагуна (рос. Большая лагуна)                                                                                                | 1977                                                             |
| 210 | Сергій Снєгов                         | Посол без вірчих грамот (рос. Посол без верительных грамот)                                                                        | 1977                                                             |
| 211 | Герберт Веллс                         | Людина-невидимка (рос. Человек-невидимка)                                                                                          | 1977                                                             |
| 212 | Зиновій Юр'єв                         | Швидкі сни (рос. Быстрые сны) | 1977                                                             |
| 213 | Євген Воробйов                        | Етьєн та його тінь (рос. Этьен и его тень)                                                                                         | 1978, 1987                                                       |
| 214 | Артур Конан Дойл                      | Записки про Шерлока Холмса (рос. Записки о Шерлоке Холмсе)                                                                         | 1978, 1979, 1980, 1981, 1983, 1984, 1991, 1998                   |
| 215 | Н. Кальма                             | Книжкова крамниця біля площі Етуаль. Сироти кварталу Бельвілль (рос. Книжная лавка близ площади Этуаль. Сироты квартала Бельвилль) | 1979                                                             |
| 216 | Іван Колос                            | За годину до світанку (рос. За час до рассвета)                                                                                    | 1979                                                             |
| 217 | Джеймс Фенімор Купер                  | Піонери (рос. Пионеры) | 1979, 1981                                                       |
| 218 | Олександр Абрамов А., Сергій Абрамов  | Срібний варіант (рос. Серебряный вариант)                                                                                          | 1980                                                             |
| 219 | Лев Квін                              | Іржавий капкан на зеленому полі (рос. Ржавый капкан на зеленом поле)                                                               | 1980, 1985                                                       |
| 220 | Джеймс Фенімор Купер                  | Прерія (рос. Прерия) | 1980                                                             |
| 221 | Лев Лук'янов                          | Вперед, до мавпи (рос. Вперед, к обезьяне)                                                                                         | 1980                                                             |
| 222 | Ірина Стрєлкова                       | Викрадення з провінційного музею (рос. Похищение из провинциального музея)                                                         | 1980                                                             |
| 223 | Вольдемар Балязін                     | Той, що за світлом іде (рос. За светом идущий)                                                                                     | 1981                                                             |
| 224 | Лізелотта Вельскопф-Генріх            | Топ і Гаррі (рос. Топ и Гарри) | 1981                                                             |
| 225 | Каміл Ікрамов                         | Шпаківня, в якій не жили шпаки (рос. Скворечник, в котором не жили скворцы)                                                        | 1981                                                             |
| 226 | Юрій Кларов                           | Печатка й дзвін (рос. Печать и колокол)                                                                                            | 1981                                                             |
| 227 | Володимир Малик                       | Чорний вершник (рос. Черный всадник)                                                                                               | 1981                                                             |
| 228 | Євген Велтистов                       | Ноктюрн порожнечі. Ковток Сонця (рос. Ноктюрн пустоты. Глоток Солнца)                                                              | 1982                                                             |
| 229 | Микола Коротеєв                       | По той бік багаття (рос. По ту сторону костра)                                                                                     | 1982                                                             |
| 230 | Володимир Обручев                     | Земля Санникова | 1982, 2004                                                       |
| 231 | Пальман В.                            | Зелені листи з Червоної книги (рос. Зеленые листы из Красной книги)                                                                | 1982                                                             |
| 232 | Ганс Бауманн                          | Я йшов з Ганнібалом (рос. Я шел с Ганнибалом)                                                                                      | 1983                                                             |
| 233 | Рей Бредбері                          | 451 градус за Фаренгейтом (рос. 451 градус по Фаренгейту)                                                                          | 1983                                                             |
| 234 | Аркадій Вайнер, Георгій Вайнер        | Карський рейд (рос. Карский рейд)                                                                                                  | 1983                                                             |
| 235 | Владислав Крапивін                    | У ніч великого припливу (рос. В ночь большого прилива)                                                                             | 1983                                                             |
| 236 | Сергій Снєгов                         | Експедиція в іномир (рос. Экспедиция в иномир)                                                                                     | 1983                                                             |
| 237 | Юрій Іванов                           | Острови на обрії (рос. Острова на горизонте)                                                                                       | 1984                                                             |
| 238 | Олександр Казанцев                    | Фаети. Оповідання про незвичайне (рос. Фаэты. Рассказы о необыкновенном)                                                           | 1984, 1985                                                       |
| 239 | Леонід Платов                         | Дата на камені (рос. Дата на камне)                                                                                                | 1984                                                             |
| 240 | Володимир Савченко                    | За перевалом | 1984                                                             |
| 241 | Ірина Стрєлкова                       | Одна кінська сила (рос. Одна лошадиная сила)                                                                                       | 1984                                                             |
| 242 | Кир Буличов                           | Дівчинка із Землі (рос. Девочка с Земли)                                                                                           | 1985, 1989                                                       |
| 243 | Володимир Малик                       | Шовковий шнурок (рос. Шелковый шнурок)                                                                                             | 1985                                                             |
| 244 | Жорж Сіменон]                         | Пасажир «Полярної лінії» (рос. Пассажир «Полярной линии»)                                                                          | 1985                                                             |
| 245 | Брати Стругацькі                      | Стажери (рос. Стажеры) | 1985, 1991, 1992                                                 |
| 246 | Дмитро Біленкін                       | Сила сильних (рос. Сила сильных)                                                                                                   | 1986                                                             |
| 247 | Олександр Шалімов                     | Таємниця атолла Муаї (рос. Тайна атолла Муаи)                                                                                      | 1986                                                             |
| 248 | Лізелотта Вельскопф-Генріх            | Токей Іто (рос. Токей Ито) | 1987                                                             |
| 249 | Єремій Парнов                         | Мальтійський жезл (рос. Мальтийский жезл)                                                                                          | 1987                                                             |
| 250 | Роберт Луїс Стівенсон                 | Викрадений. Катріона (рос. Похищенный. Катриона)                                                                                   | 1987                                                             |
| 251 | Кир Буличов                           | селище (рос. Поселок) | 1988, 1993                                                       |
| 252 | Владислав Крапивін                    | Голубник на жовтій галявині (рос. Голубятня на жёлтой поляне)                                                                      | 1988                                                             |
| 253 | Володимир Щербаков                    | Третій тайм (рос. Третий тайм) | 1988                                                             |
| 254 | Володимир Богомолов                   | Момент істини (У серпні 44-го) (рос. Момент истины (В августе 44-го))                                                              | 1989, 1990                                                       |
| 255 | Луї Жаколіо                           | Берег чорного дерева та слонової кістки (рос. Берег черного дерева и слоновой кости)                                               | 1989                                                             |
| 256 | Вілкі Коллінз                         | Місячний камінь (рос. Лунный камень)                                                                                               | 1989                                                             |
| 257 | Вілкі Коллінз                         | Жінка в білому (рос. Женщина в белом)                                                                                              | 1989, 1990, 1991                                                 |
| 258 | Джеймс Фенімор Купер                  | Шпигун (рос. Шпион) | 1989, 1990, 1991                                                 |
| 259 | Сергій Павлов                         | Місячна веселка (рос. Лунная радуга)                                                                                               | 1989                                                             |
| 260 | збірка                                | Нічна погоня (рос. Ночная погоня)                                                                                                  | 1989                                                             |
| 261 | Снігов С.                             | Право на пошук (рос. Право на поиск)                                                                                               | 1989                                                             |
| 262 | Готьє Т.                              | Капітан Фракасс (рос. Капитан Фракасс)                                                                                             | 1990                                                             |
| 263 | Георгій Гуревич                       | Ордер на молодість (рос. Ордер на молодость)                                                                                       | 1990                                                             |
| 264 | Курмангази Караманули                 | Самотній вершник (рос. Одинокий всадник)                                                                                           | 1990                                                             |
| 265 | Ґастон Леру                           | Таємниця жовтої кімнати (рос. Тайна жёлтой комнаты)                                                                                | 1990                                                             |
| 266 | Майн Рід                              | Морське вовченя (рос. Морской волчонок)                                                                                            | 1990                                                             |
| 267 | Росоховатский І.                      | Стрибнути вище себе (рос. Прыгнуть выше себя)                                                                                      | 1990                                                             |
| 268 | збірник                               | Комп'ютер на ім'я Джо (рос. Компьютер по имени Джо)                                                                                | 1990                                                             |
| 269 | Джеймс Шульц                          | Помилка Самотнього Бізона (рос. Ошибка Одинокого Бизона)                                                                           | 1990                                                             |
| 270 | Зиновій Юр'єв                         | Бета сім за найближчого розгляду (рос. Бета семь при ближайшем рассмотрении)                                                       | 1990                                                             |
| 271 | Рей Бредбері                          | Час, ось твій політ (рос. Время, вот твой полет)                                                                                   | 1991                                                             |
| 272 | Олександр Кулешов                     | Пошукове агентство (рос. Сыскное агентство)                                                                                        | 1991                                                             |
| 273 | Майн Рід                              | Оцеола, вождь семінолів (рос. Оцеола, вождь семинолов)                                                                             | 1991                                                             |
| 274 | Генрік Сенкевич                       | Куди йдеш (Quo vadis) (рос. Куда идешь (Quo vadis))                                                                                | 1991                                                             |
| 275 | Ірина Стрєлкова                       | Шах помідорному королю (рос. Шах помидорному королю)                                                                               | 1991                                                             |
| 276 | Артур Конан Дойл                      | Сер Найджел (рос. Сэр Найджел) | 1992                                                             |
| 277 | Владислав Крапивін                    | Постріл з монітора (рос. Выстрел с монитора)                                                                                       | 1992                                                             |
| 278 | Сергій Сухінов                        | Війна казок (рос. Война сказок) | 1992                                                             |
| 279 | Теа Бекман                            | Хрестоносець у джинсах (рос. Крестоносец в джинсах)                                                                                | 1993                                                             |
| 280 | Олександр Бєляєв                      | Геніальний безумець (рос. Гениальный безумец)                                                                                      | 1993                                                             |
| 281 | Бредбері Р.                           | Посмішка (рос. Улыбка) | 1993                                                             |
| 282 | Іван Єфремов                          | За межами Ойкумени (рос. За пределами Ойкумены)                                                                                    | 1993                                                             |
| 283 | Джек Лондон                           | Серця трьох (рос. Сердца трёх) | 1993                                                             |
| 284 | Нордхоф Ч., Холл, Д. Н.               | Бунт на Баунті (рос. Бунт на Баунти)                                                                                               | 1993                                                             |
| 285 | Розмері Саткліф                       | Червоний знак воїна (рос. Алый знак воина)                                                                                         | 1993                                                             |